# Mikkel Irminger Sarbo
Mikkel Irminger Sarbo (født 10. november 1975) er en dansk politiker og erhvervsmand der var landsformand for Radikale Venstre fra 2021 til 2024.

## Opvækst
Sarbo er opvokset i Gjøl i Nordjylland sammen med tre søskende. De boede på en nedlagt skole hvor deres mor havde et keramikværsted.

## Politik
Sarbo blev valgt til landsformand for Radikale Venstre på partiets landsmøde 18. september 2021. Han fik 205 stemmer i et kampvalg og besejrede den tidligere næstformand Clara Halvorsen som fik 135 stemmer. Den tidligere landsformand gennem 6 år Svend Thorhauge genopstillede ikke.
Han stillede op ved kommunalvalget 2013 i Københavns Kommune og fik 629 stemmer. Da beskæftigelses- og integrationsborgmester Anna Mee Allerslev trak sig fra Borgerrepræsentationen i 2017, blev Sarbo som var første stedfortræder, medlem fra 31. oktober 2017 og året ud til valgperioden udløb.
Sarbo var formand for Hovedstadens Radikale Venstre 2010-2012 og havde været medlem af de Radikales hovedbestyrelse i 20 år da han blev valgt til partiets landsformand. Tidligere var han også været Radikal Ungdoms hovedbestyrelsesformand.

## Uddannelse og erhverv
Sarbo er cand.merc. i strategi, organisation og ledelse fra Copenhagen Business School i 2005, og han har en MBA fra Massachusetts Institute of Technology. Han har grundlagt og ejet flere danske virksomheder. Sarbo er medejer af den københavnske restaurantkæde Hallernes Smørrebrød. Han har haft flere bestyrelsesposter, bl.a. var han medlem af Coop ambas bestyrelse fra 2017 til 2020.
Sarbo åbnede i 2006 sammen med sin søster Mette Marie Sarbo tesalonen Tante T. som året efter i 2007 blev kåret til Københavns bedste tesalon.

## Familie
Sarbo var far til cykelrytteren Andreas Byskov Sarbo der døde som 18-årig i 2019 efter at være påkørt af en bilist under en enkeltstart i cykelløbet Tour de Himmelfart.